# IC 329
IC 329 је спирална галаксија у сазвјежђу Бик која се налази на листи објеката дубоког неба у Индекс каталогу.
Деклинација објекта је + 0° 16' 48" а ректасцензија 3h 32m 1,3s. Привидна величина (магнитуда) објекта IC 329 износи 14,3 а фотографска магнитуда 15,2. IC 329 је још познат и под ознакама MCG 0-10-1, CGCG 391-2, NPM1G +00.0135, PGC 13109.#1Lib1Ref